# Монолофо
Монолофо (грч. Μονόλοφο) је насељено место у општини Даутбал у периферији Средишња Македонија, Грчка. Према попису из 2021. године било је 517 становника.
Према бугарском географу и историчару, Василу Канчову, у Монолофу је 1900. године живело 150 Турака. Године 1924. турско становништво је принудно исељено у Турску а на њихово место је насељено 33 грчких избегличких породица из Турске. На попису из 1928. године у Монолофу је било 130 становника. Село се раније звало Даутли.